# Arcadius von Caesarea
Arcadius von Caesarea oder Arcadius von Caesarea in Mauretanien, manchmal auch Arkadius oder Arsadius (* unbekannt; † 12. Januar 302) war ein frühchristlicher Märtyrer. Er wird in der katholischen Kirche als Heiliger verehrt. Sein Gedenktag ist der 12. Januar.

## Leben
Arcadius wurde zur Zeit der Christenverfolgung unter Kaiser Decius in Caesarea Mauretaniae geboren. Da der damalige römische Statthalter alle Christen, die sich nicht bekehren ließen, töten ließ, floh Arcadius aus der Stadt. Der Aufenthaltsort nach der Flucht ist nicht bekannt. Ein Verwandter des Arcadius befand sich jedoch in dessen Haus, als römische Soldaten einfielen. Der Überlieferung zufolge verhafteten die Soldaten diesen und warfen ihn ins Gefängnis. Als Arcadius hiervon erfuhr, stellte er sich. Der Richter bot ihm Gnade an, sollte er dem Christentum entsagen und den Göttern opfern. Arcadius lehnte jedoch ab. Der Richter ließ ihn daraufhin zum Tode verurteilen, wobei Arcadius am 12. Januar 302 die Gliedmaßen abgetrennt wurden. Die Passio, nach der Arcadius in der Provinz Achaea gestorben sei, gilt als wertlos.
Gelegentlich findet eine Gleichsetzung mit Arcadius von Africa († 13. November 437) statt, vermutlich aufgrund beider Herkunft aus Nordafrika.

## Verehrung und Ikonographie
Arcadius’ Verehrung wurde durch einen Panegyrikon verbreitet, der Zenon von Verona († 371 oder 372) zugeschrieben wurde. Dieser stammte selbst aus Afrika. Arcadius wird mit einem Schwert abgebildet, das ein Attribut für den Märtyrertod ist. In einer Darstellung G. Haids aus dem Jahr 1754 steht er gefesselt vor seinem Henker, Jean-Michel Papillon zeigt in einem Holzschnitt das Martyrium durch Verbrennen.